# Chapelle Notre-Dame de la Borne
La chapelle Notre-Dame de la Borne est une chapelle française située dans le département de la Creuse, sur la commune de Saint-Michel-de-Veisse, dans le village de la Chapelle. Elle est consacrée au culte de la Vierge Marie, célébré chaque année depuis le XVIe siècle lors du lundi de Pentecôte.

## Histoire

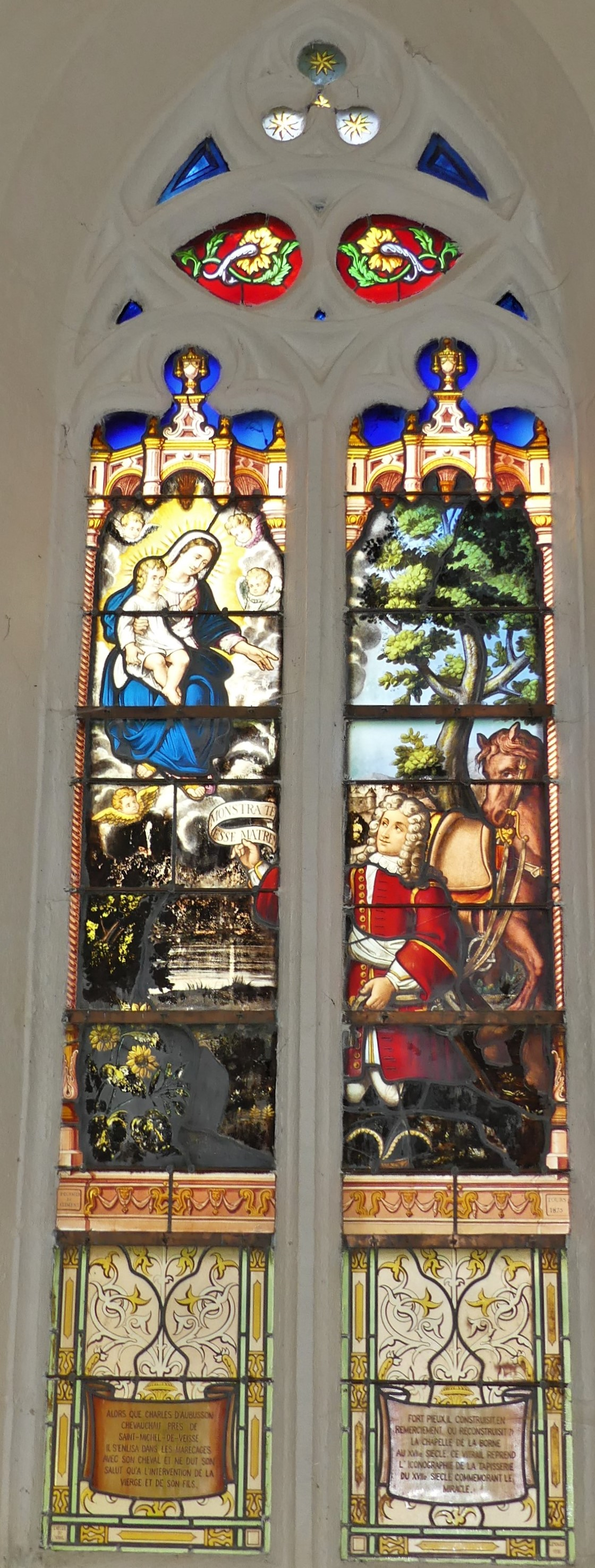
La verrière représentant Charles d'Aubusson dans les marais.

Au cours d'une chasse, Charles d'Aubusson, seigneur de la Borne, se trouva sur le point d'être enseveli dans un profond marais. Il invoqua dans ce péril l'assistance de la sainte Vierge, et fit le vœu de lui élever un oratoire s'il en réchappait. Sauvé miraculeusement, il accomplit sa promesse et consacra un sanctuaire à sa protectrice dans le vallon marécageux où il avait failli perdre la vie.
Il est dit aussi qu'une statue de la sainte Vierge fut trouvée enfouie auprès de l'emplacement de la chapelle, et qu'alors jaillit de cette excavation la source dont l'eau serpente près de la muraille contre laquelle l'autel est adossé. Cette statue miraculeuse fut placée sur un pilier à l'intérieur de l'édifice. Elle est portée en procession chaque année le lundi de Pentecôte. 
Néanmoins, une charte communale indique qu'une église primitive existait déjà sur ce site en 1265. Charles d'Aubusson assura en réalité la reconstruction de cet édifice, la fin des travaux ayant eu lieu en 1524, comme l'indique clairement l'inscription du contrefort nord-est du chevet : « FAICTE L'AN 1524 », date à laquelle la chapelle a été consacrée.
Le 7 avril 1921, la chapelle est classée au titre des monuments historiques.

## Architecture
Orientée est-ouest le long de la route départementale 55AL et surmontée d'un clocheton, la chapelle est soutenue par de puissants contreforts. Le portail ouest est très sobre par rapport au portail nord — qui donne sur la route — abondamment sculpté en style gothique, dont les deux portes sont séparées par un trumeau. Il est surmonté par les armoiries de Charles d'Aubusson, à côté de celles de François de Viersat, abbé de Chambon.
À l'intérieur, ce portail donne accès à la nef. Celle-ci est séparée du chœur par une clôture en bois, et s'ouvre au sud sur une chapelle latérale. Le chœur est ouvert de chaque côté, vers la chapelle sud et au nord, vers la sacristie.

## Mobilier
Au-dessus du maître-autel, un remarquable vitrail daté de 1522, don de François de Viersat, représente l'arbre de Jessé (la généalogie de la Vierge) ; il est classé au titre des monuments historiques le 5 décembre 1904. 
Inscrit au titre des monuments historiques le 12 mars 2007, le tabernacle à ailes en chêne du XVIIe ou XVIIIe siècle occupe toute la largeur du chœur.
Dans la chapelle latérale, un vitrail de 1875 signé par l'atelier Fournier et Clément représente l'épisode où Charles d'Aubusson est en fâcheuse posture dans le marais.

## Photothèque

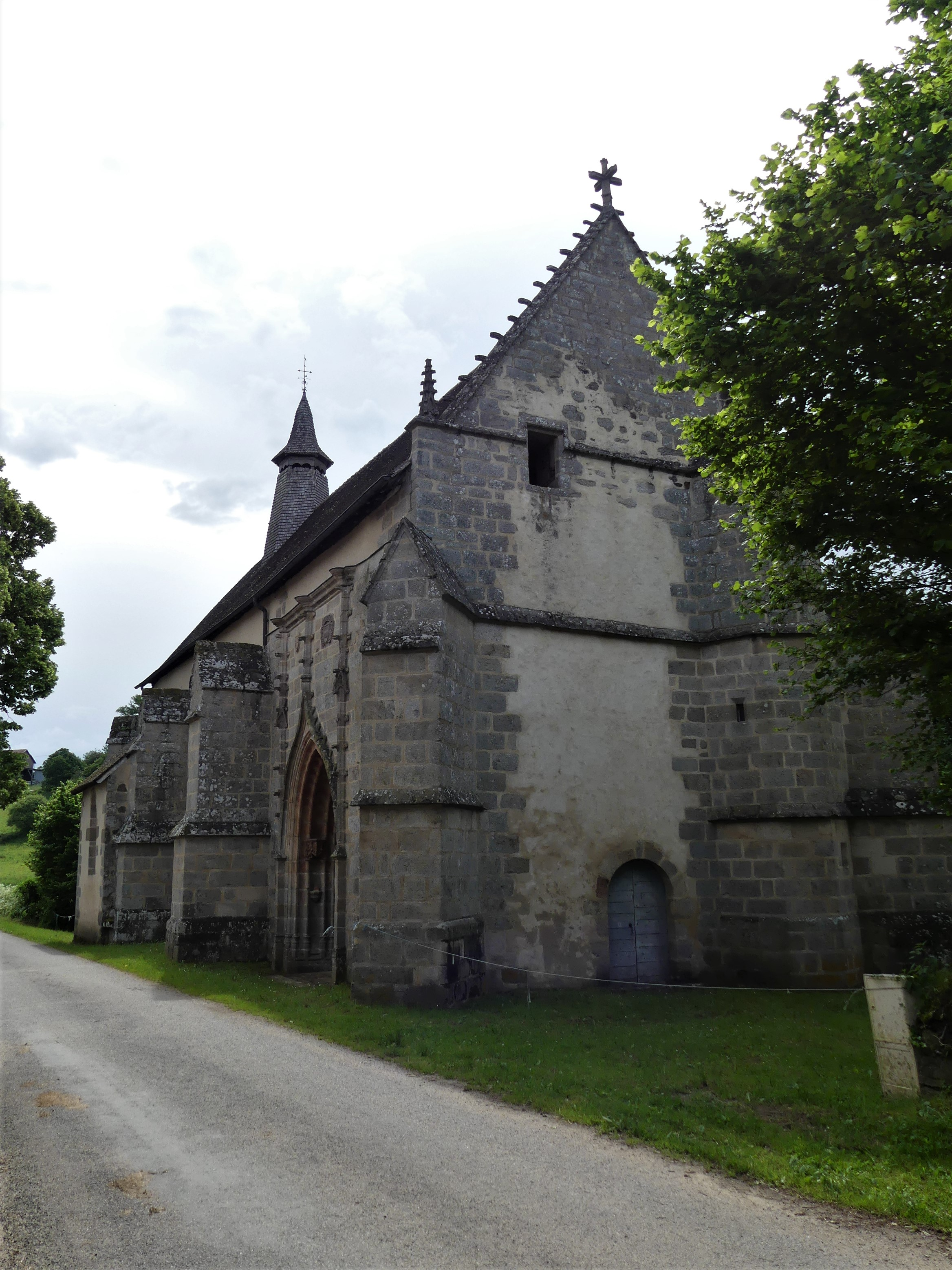
Le pignon ouest.
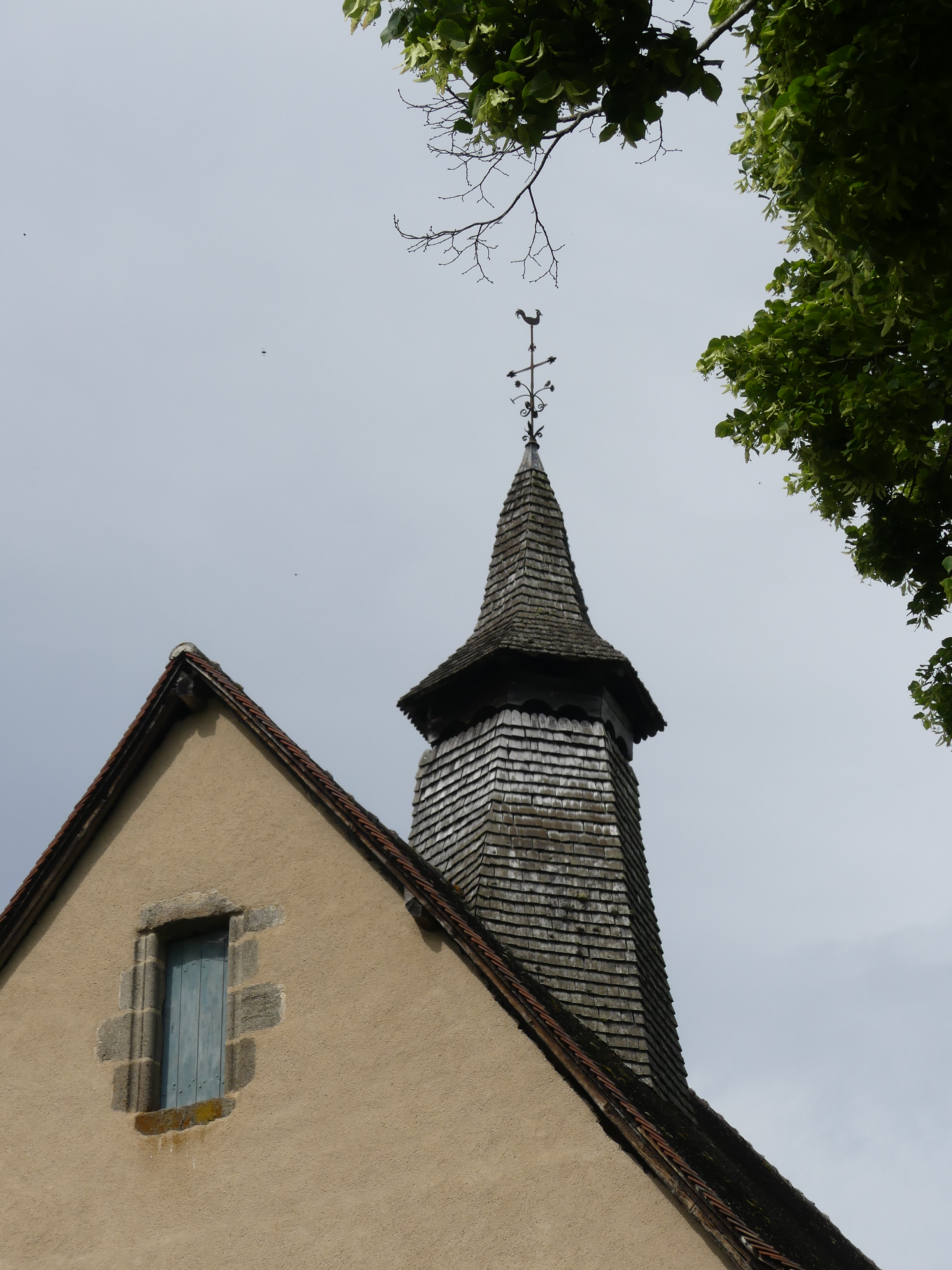
Le clocheton.
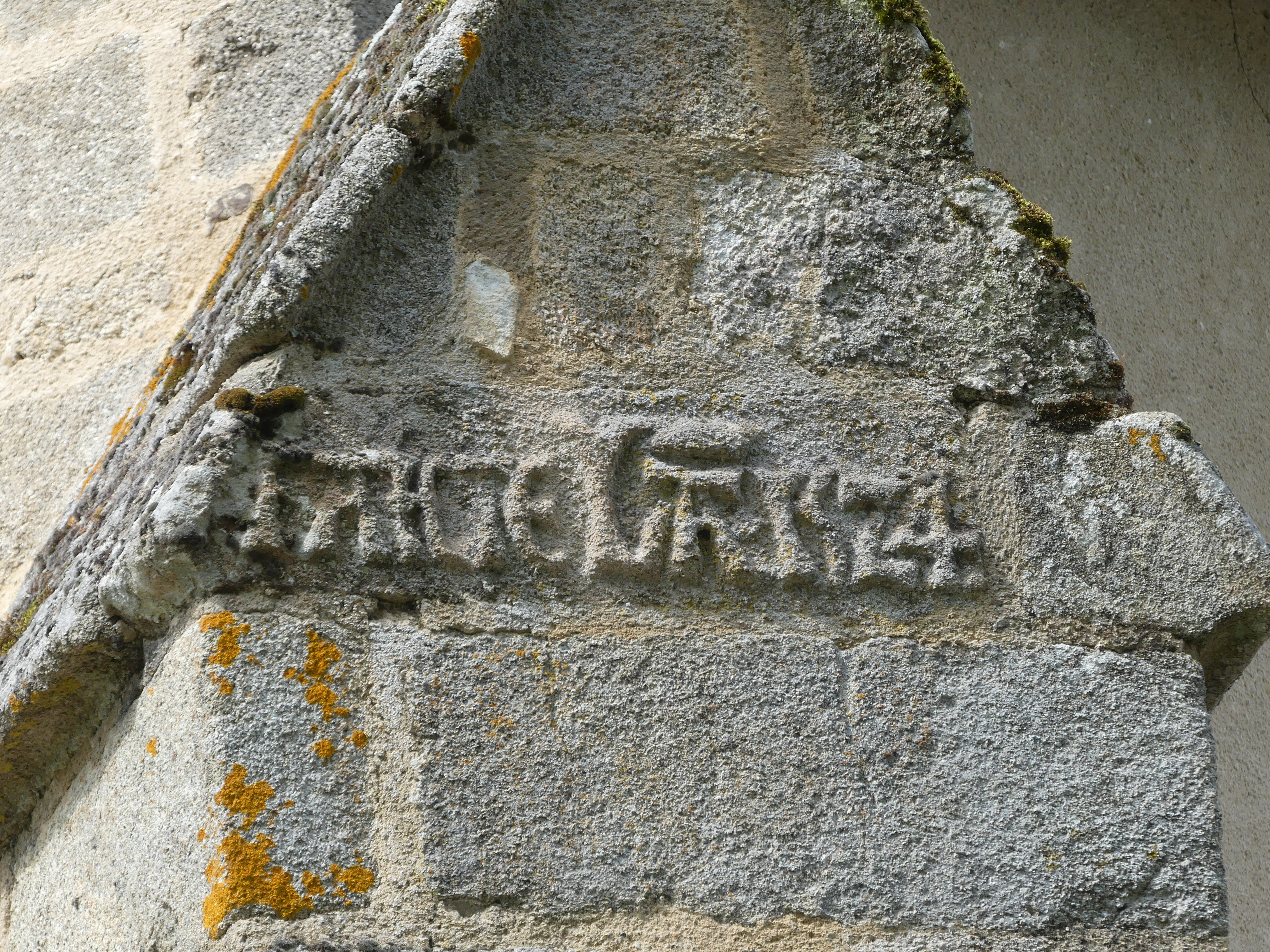
Inscription sur le contrefort nord-est.
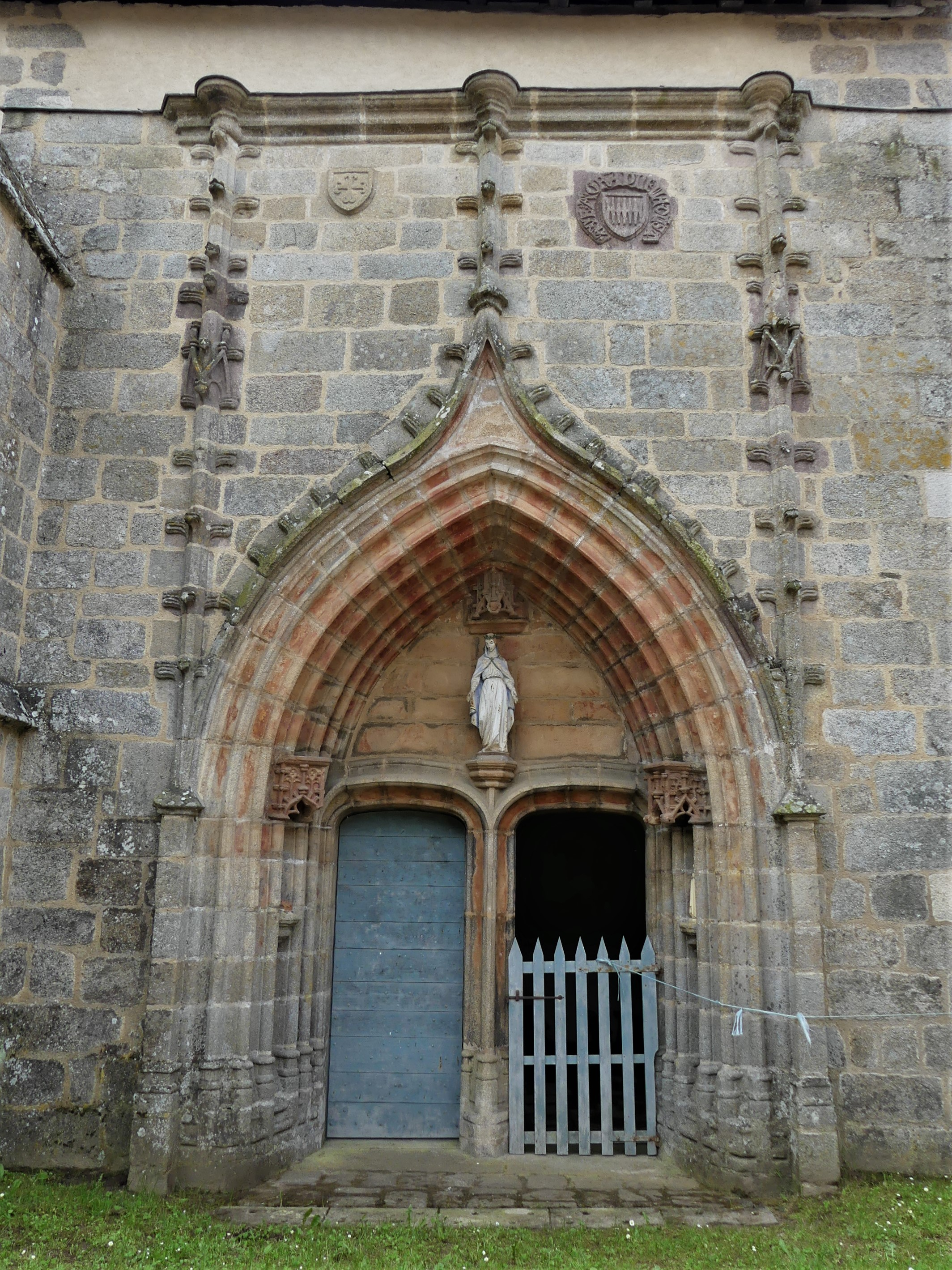
Le portail nord.
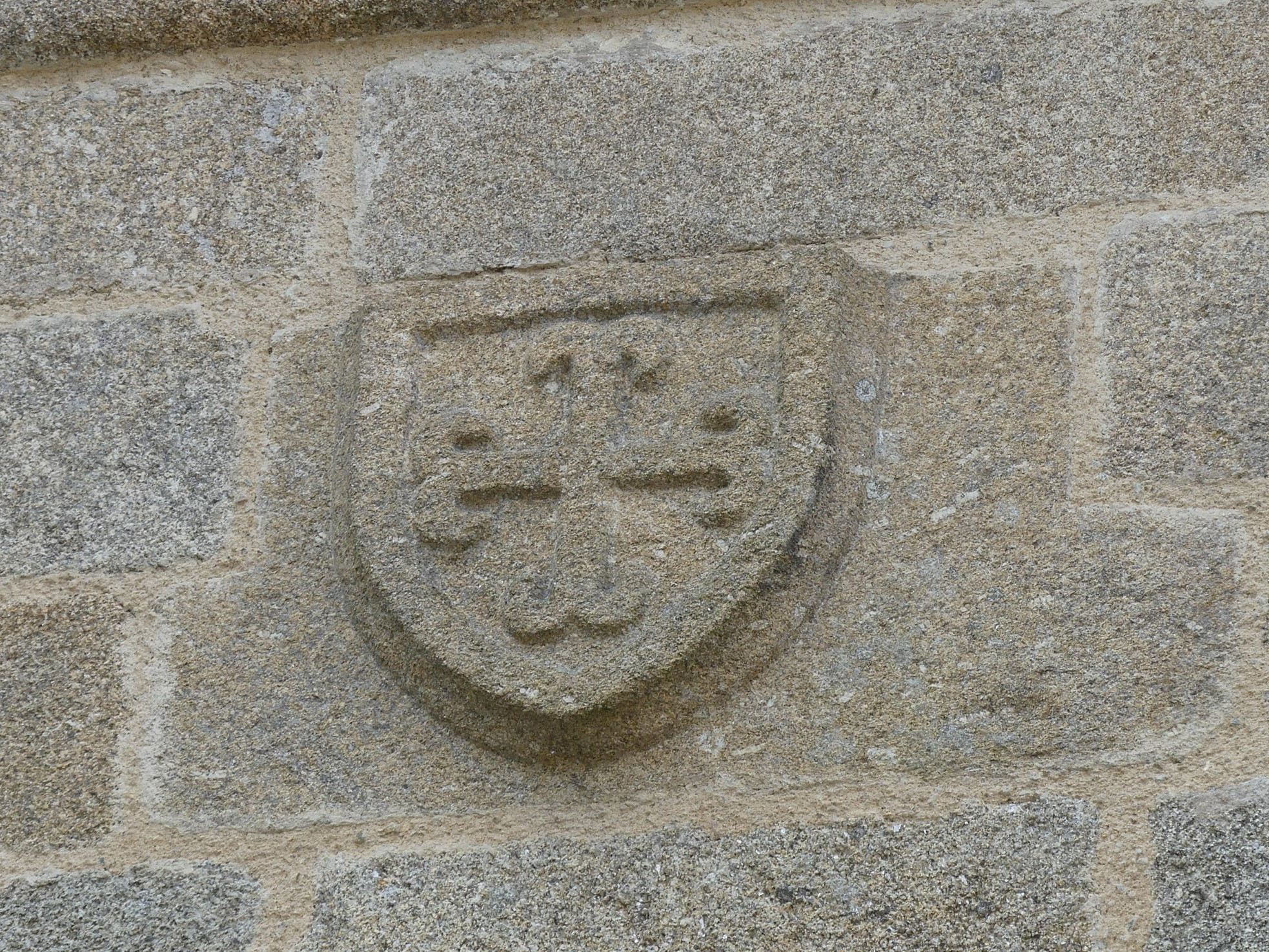
Les armoiries de Charles d'Aubusson.
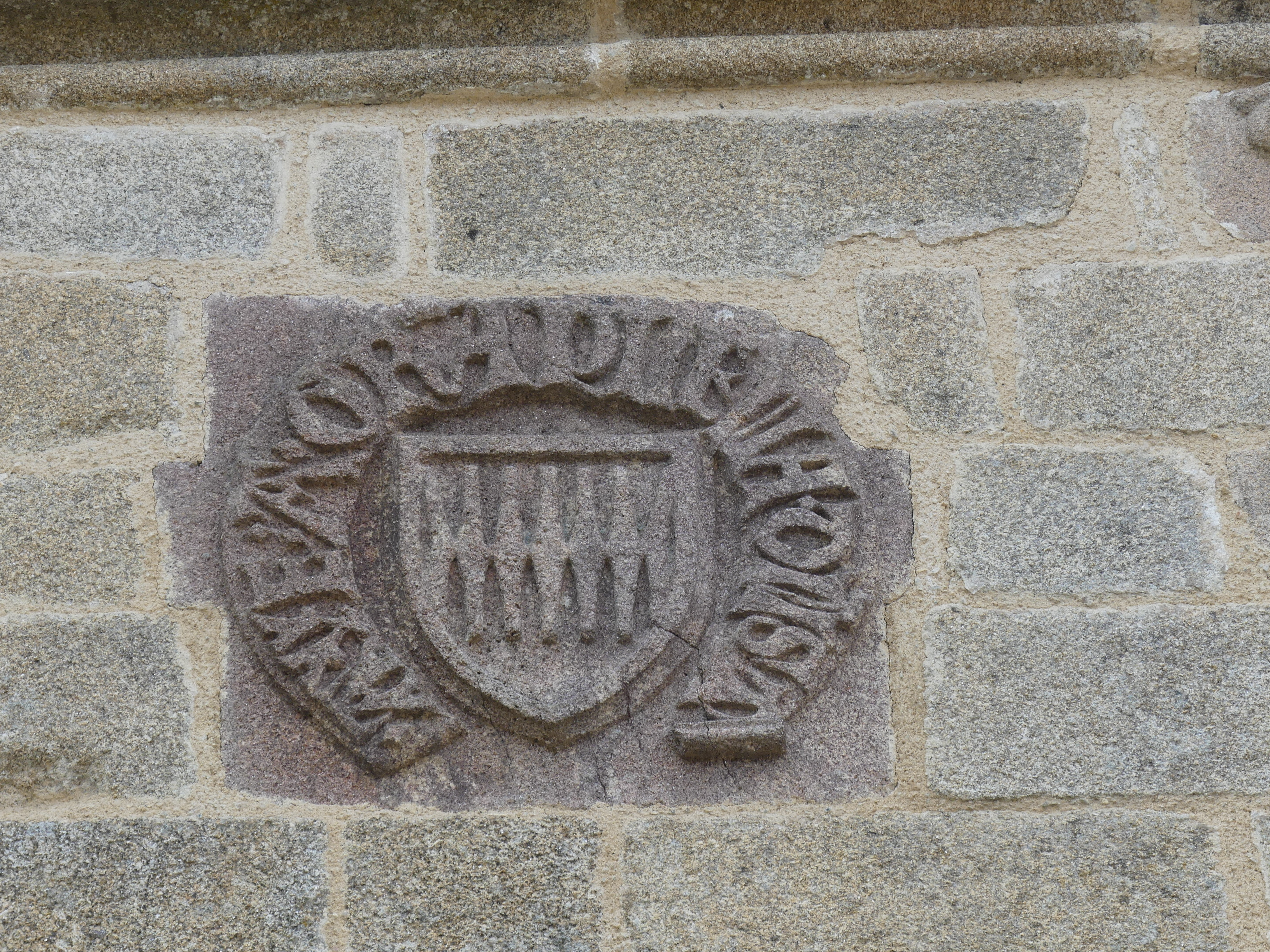
Les armoiries de François de Viersat.
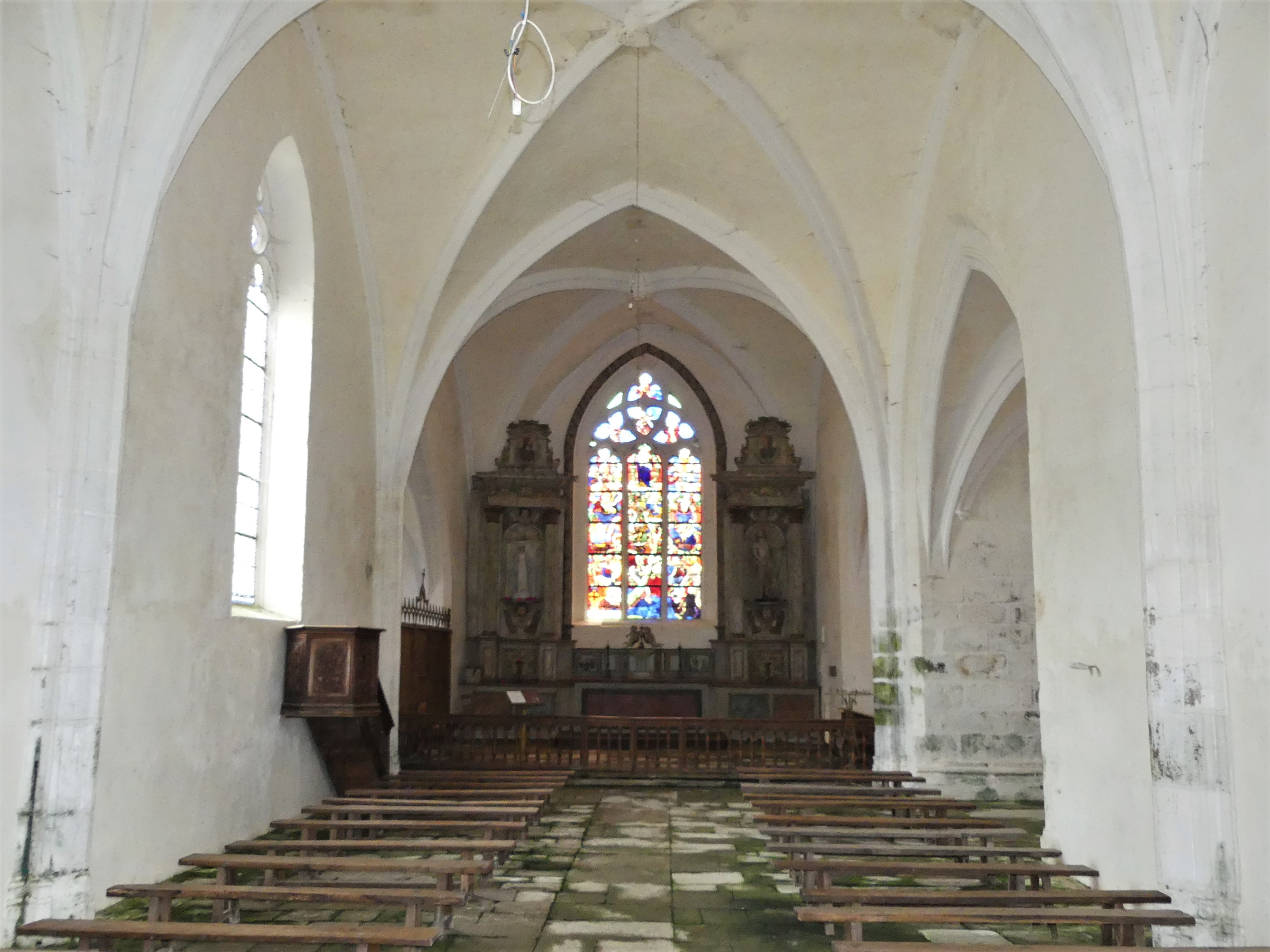
La nef.
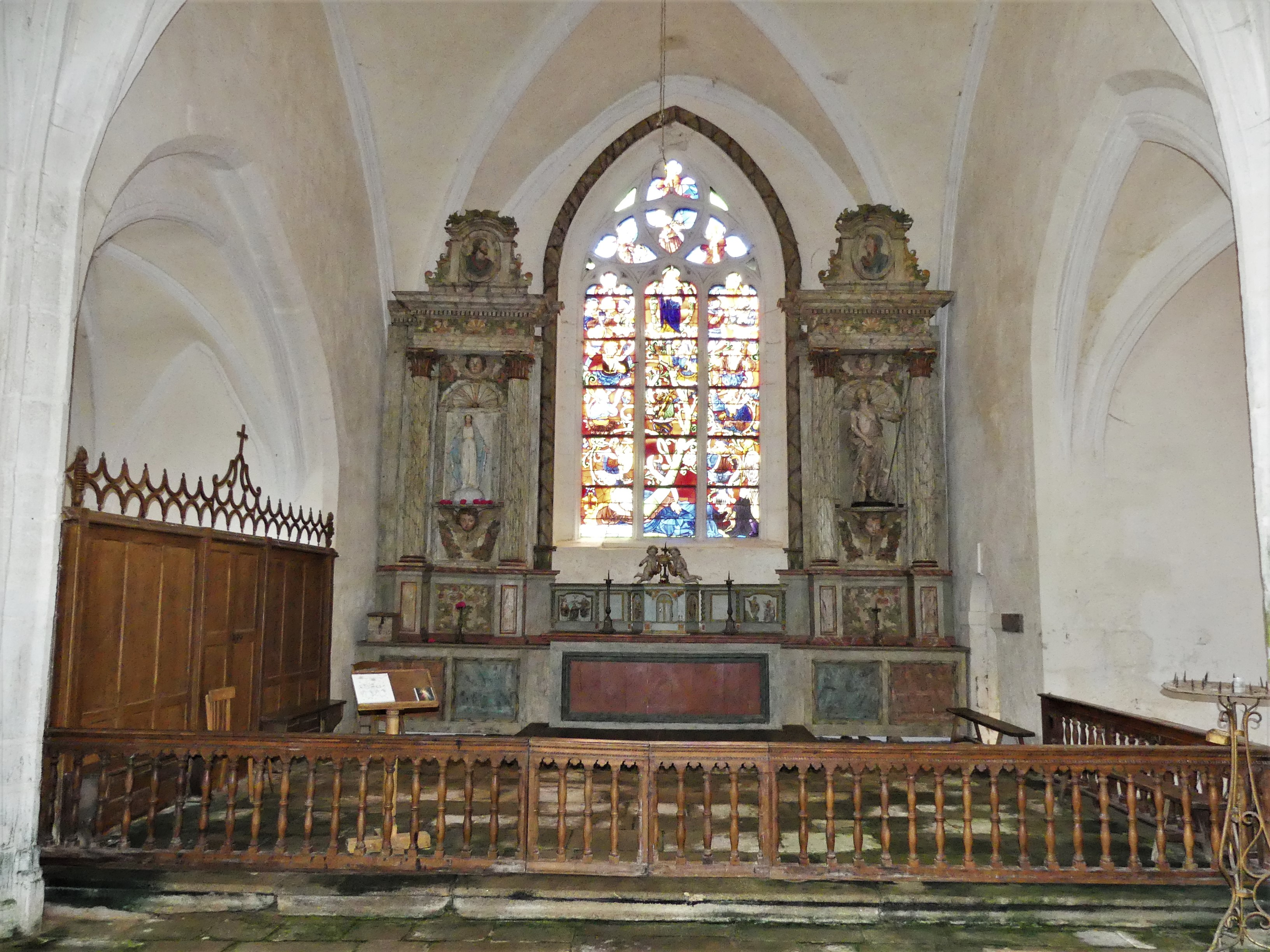
Le chœur et son tabernacle à ailes.
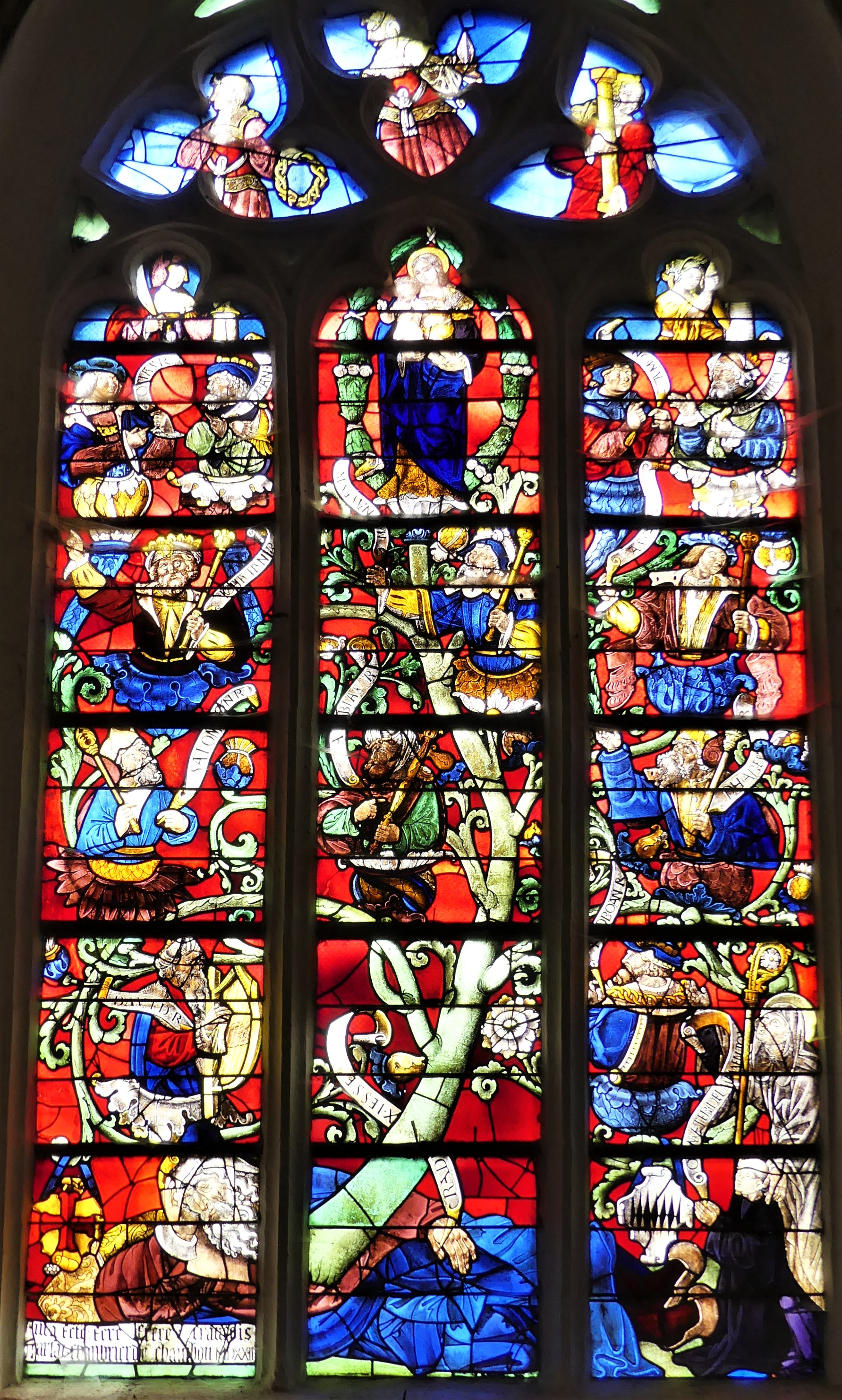
La verrière de 1522 représentant l'arbre de Jessé.